# ニューヨーク・エア
ニューヨーク・エア (New York Air) は、かつてアメリカ合衆国に存在した航空会社。

## 概要
1979年当時、ニューヨークとワシントンD.C.の間にはイースタン航空がシャトル便を運航していたが、これに対抗する目的でフランク・ロレンツォにより設立された。
1980年12月19日にニューヨーク・ラガーディア空港とワシントン・ナショナル空港を結ぶシャトル便の運航を開始した。当時運航されていたシャトル便は予約不要で搭乗でき、機内サービスは省略されるのが一般的であったが、ロレンツォは差別化戦略として事前予約が可能で、機内では軽食を提供するというサービスを展開した。
1981年には、2月15日にラガーディア空港からボストンへの路線を開設したのをはじめとして、ローリー・ダーラム、デトロイト、オーランド、ニューオリンズ、タンパへの路線を開設していった。また、シャトル便需要が減る週末には、機材の有効利用も兼ねてフロリダへのチャーター便の運航も行なった。
しかし、アメリカ全土で航空管制官ストライキが発生したことにより、運航の縮小を余儀なくされ、拠点をラガーディア空港からニューアーク空港に移した。
このニューアーク空港には、当時格安運賃で知名度が高かったピープル・エキスプレスが拠点を置いており、当初から苦しい戦いを強いられた。拠点を移した年には年間150万人の乗客を輸送したにもかかわらず、1100万ドルの赤字を計上した。低運賃ではピープル・エキスプレスには敵わないとみたニューヨーク・エアはビジネス客をターゲットとした方針に転換することになり、短距離路線でもフルサービスを提供するという方策に出た。しかし、この方針転換は裏目に出てしまい、ニューヨーク・エアの業績は悪化する。ハブ空港をワシントン・ダレス国際空港に移した上、フィーダー路線の運航を行なう方針に再転換することになる。
しかし、ロレンツォは1986年2月にイースタン航空を、同年6月にはピープル・エキスプレスを買収し、競合していた航空会社はロレンツォの手中に入ったことになる。これを受けて、同年10月1日にはニューヨークからワシントンD.C.とボストンへ運航していたシャトル便をパンアメリカン航空へ売却した。
収益性の高い基幹路線を失ったニューヨーク・エアは、1987年2月1日にコンチネンタル航空へ吸収合併された。

## 機材
- ダグラスDC-9-31/32
- マクドネル・ダグラスMD-82
- ボーイング737-300